# Livio Bernardo
Livio Bernardo est un auteur de bandes dessinées, graphiste et illustrateur français.

## Biographie
Né le 26 janvier 1986 à Champigny, Livio Bernardo exerce le métier de graphiste freelance pendant une dizaine d’années à Paris.
En 2013, il décide d’entamer une période de rupture durant laquelle il reprend le dessin et l’illustration. Le dessinateur commence alors à croquer quotidiennement les situations et les gens qui l’entourent. Afin de subvenir à ses besoins, il devient projectionniste dans le 5ème arrondissement et conserve ainsi du temps pour dessiner.
C’est en 2017 que Livio Bernardo crée son compte Instagram « Livio et la vie moderne ». Il y publie des saynètes dans lesquelles il met en scène les personnalités qu’il croise à Paris. Ses strips ont un style un peu caricatural qui lui permet de représenter des tranches de vie qu’il observe au quotidien avec cynisme et tendresse. A travers ce compte, le dessinateur veut dépeindre sa réalité qu’il ne retrouve pas sur le réseau social.
En avril 2019, La Vie moderne paraît aux éditions Delcourt. Son livre est un recueil de dessins issus de son compte Instagram ainsi qu’une série d’inédits.
Son deuxième ouvrage, En toute conscience, est un roman graphique publié en avril 2021 aux éditions Delcourt. Cette co-création, avec Olivier Peyon au scénario, raconte comment des militants de l’association « En tout conscience » aident tous ceux qui le désirent à mourir dans la dignité mais en toute illégalité.
Le récit est né d’un échange entre les deux amis au sujet des activités militantes du père de Livio, Patrice Bernardo, au sein de l’association « Ultime Liberté » qui milite pour l’euthanasie volontaire et le suicide assisté.
Candy Superstar et les muses du pop parait en mai 2025 aux éditions Delcourt. Ce roman graphique, scénarisé par Claire Translate, retrace la vie quotidienne de Candy Darling de 1963 à 1972, la première actrice transgenre des États-Unis, star de la Factory d'Andy Warhol. Au-delà d'une biographie, l'ouvrage dépeint le New York queer, artistique et musical underground de cette époque, ainsi que les brutalités systémiques (comme les interdictions de servir de l’alcool aux homosexuels dans les bars, lois transphobes, violences policières). Le trait "sec et nerveux" de Livio Bernardo dans ce livre est comparé à celui de Cabu.

## Publications

### Bande dessinée
- 2019 : La Vie Moderne
- 2021 : En toute conscience (scénario d’Olivier Peyon)
- 2025 : Candy Superstar et les muses du pop (scénario de Claire Translate)